# Мусабейли (город)
Мусабейли (тур. Musabeyli) — город и район в провинции Килис (Турция).

## История
Люди жили в этих местах с древнейших времён. Впоследствии город входил в состав разных государств; с XVI века в составе Османской империи.